# Боргатти, Рената
Рената Боргатти (итал. Renata Borgatti, 2 марта 1894, Болонья — 10 марта 1964, Рим) — итальянская пианистка.

## Биография
Дочь известного певца, тенора Джузеппе Боргатти. Училась балету, но затем оставила его ради фортепьянного искусства. В 1918—1920 жила на Капри, где у неё был роман с художницей Ромейн Брукс, которая написала её портрет (), с Фейт Маккензи, женой писателя Комптона Маккензи, позднее описавшего их связь в сатирическом романе «Необыкновенные женщины» (1928). После 1920 широко выступала в Европе, прославилась исполнением сочинений Дебюсси. Часто играла дуэтом со скрипачкой Ольгой Радж, многолетней подругой Эзры Паунда. Была в близких отношениях с Винареттой Зингер (княгиней де Полиньяк) и др. Жила в Монако, в Швейцарии. Постепенно оставила сцену, ограничившись преподаванием.
Умерла от лейкемии.